# 戸田家住宅
戸田家住宅（とだけじゅうたく）は、徳島県板野郡上板町にある歴史的な建造物。国の重要文化財に指定。

## 歴史
戸田家住宅は吉野川の北側に屋敷地を構えており、戸田家は当地で藍作を営んできた。1886年（明治19年）頃に敷地を拡張し、主屋を建て替えるなど屋敷地の更新を行い、その後、1937年（昭和12年）に東座敷を建築した。2016年（平成28年）2月9日に国の重要文化財に指定された。
石垣で高めた屋敷地と中心に建つ主屋、周囲を取り囲む土蔵群、広い前庭や藍寝床、撥釣瓶井戸など、当地域の近世以来の伝統的な藍屋敷の全体構成を踏襲しながら、二階を居室化して高さを高めた主屋や別棟の接客空間として上質なしつらえを見せる東座敷などに近代的な特徴を示している。

## 交通
- 徳島自動車道「藍住インターチェンジ」より車で約15分。